# Serena Mackesy
Serena Mackesy (ps: Alex Marwood, ur. w 1962) – brytyjska pisarka i dziennikarka.

## Życiorys
Urodziła się jako córka historyka wojskowości, profesora literatury angielskiej Piersa Mackesy’ego. Jest wnuczką dwóch pisarek – Margaret Kennedy (autorki The Constant Nymph, bestsellera lat dwudziestych XX wieku) i Leonory Mackesy, autorki powieści kobiecych (pseudonim: Leonora Starr oraz Dorothy Rivers).
Ukończyła literaturę angielską na University of London, a potem pracowała jako sekretarka, nauczycielka angielskiego, autorka krzyżówek, sprzedawca i dziennikarka (m.in. recenzje programów telewizyjnych w The Independent).
Zadebiutowała w 1999 powieścią obyczajową The Temp. Potem ukazały się jej kolejne powieści obyczajowe: Virtue (2000), Simply Heaven (2002) i Hold My Hand (2008). W 2012 opublikowała pod pseudonimem Alex Marwood pierwszy thriller psychologiczny Dziewczyny, które zabiły Chloe (The Wicked Girls). Książka została nominowana w Wielkiej Brytanii do International Thriller Writers Awards, a w Stanach Zjednoczonych zdobyła Edgar Allan Poe Award w kategorii najlepsza powieść roku 2014. Została przetłumaczona na 17 języków. W 2014 wydała thriller The Killer Next Door (Zabójca z sąsiedztwa) – powieść zdobyła nagrodę Macavity for Best Mystery 2015. Prawa do jej ekranizacji kupiła firma Rabbit Bandini Productions. Thriller The Darkest Secret (Najmroczniejszy sekret) wydała w 2016. Powieści Mackesy przetłumaczono na 19 języków. Autorka mieszka w Londynie.

## Publikacje
Jako Serena Mackesy:
- The Temp (1999),
- Virtue (2000),
- Simply Heaven (2002),
- Hold My Hand (2008)[1].

Jako Alex Marwood:
- The Wicked Girls (Dziewczyny, które zabiły Chloe, 2012),
- The Killer Next Door (Zabójca z sąsiedztwa, 2014),
- The Darkest Secret (Najmroczniejszy sekret, 2016)[1].